# Associazione Calcio Perugia 1995-1996
Questa voce raccoglie le informazioni riguardanti l'Associazione Calcio Perugia nelle competizioni ufficiali della stagione 1995-1996.

## Stagione
(Marco Negri, 2021)
Nella stagione 1995-1996 il Perugia disputa il diciannovesimo campionato di Serie B della sua storia. Ottiene il terzo posto finale con 61 punti, appaiato alla Reggiana, entrambe promosse in Serie A, con Bologna e Verona, giunte prima e seconda. La squadra umbra non è partita con il piede giusto, al termine del girone di andata con 26 punti era intruppata a centro classifica, poi un ottimo girone di ritorno, nel quale ha raccolto 35 punti, ha fatto la differenza. Ad aprile un filotto di quattro vittorie di fila, ha permesso al Perugia di vincere la sfida a distanza con la Salernitana, che valeva un posto nella massima serie. Protagonista biancorosso Marco Negri, preso in estate dal Cosenza, autore di 18 reti in campionato.
Nella Coppa Italia il Perugia nel primo turno ha superato la Pistoiese, mentre nel secondo turno è uscito per mano della Sampdoria.

## Divise e sponsor
Il fornitore ufficiale di materiale tecnico per la stagione 1995-1996 fu Galex, mentre lo sponsor ufficiale fu Cassa Risparmio Perugia.
| Casa | Trasferta | Terza divisa |

## Organigramma societario
Area direttiva
- Presidente: Silvio Alfredo Salerni[1]
- Amministratore delegato: Alessandro Gaucci
- Direttore generale: Francesco Ghirelli
- Segretario: Ilvano Ercoli

Area sanitaria
- Medico sociale: Giuliano Cerulli
- Massaggiatore: Renzo Luchini

Area tecnica
- Direttore sportivo: Ermanno Pieroni
- Allenatore: Walter Novellino, poi dal 1º ottobre Diego Giannattasio, infine dal 22 ottobre Giovanni Galeone[4]
- Allenatore in seconda: Maurizio Trombetta
- Allenatore Primavera: Diego Giannattasio
- Allenatore dei portieri: Pietro Persico

## Rosa
| N. |                   | Ruolo | Calciatore           |
| -- | ----------------- | ----- | -------------------- |
| 1  | Italia (bandiera) | P     | Simone Braglia       |
| 12 | Italia (bandiera) | P     | Paolo Fabbri         |
| 4  | Italia (bandiera) | D     | Gianluca Atzori      |
| 13 | Italia (bandiera) | D     | Massimo Beghetto     |
| 21 | Italia (bandiera) | D     | Andrea Camplone      |
| 15 | Italia (bandiera) | D     | Andrea Cottini       |
| 5  | Italia (bandiera) | D     | Giacomo Dicara       |
| 16 | Italia (bandiera) | D     | Paolo Grossi         |
| 6  | Italia (bandiera) | D     | Claudio Lombardo     |
| 19 | Italia (bandiera) | D     | Marco Materazzi      |
| 28 | Italia (bandiera) | C     | Massimiliano Allegri |
| 8  | Italia (bandiera) | C     | Davide Baiocco       |
| 23 | Italia (bandiera) | C     | Luca Evangelisti     |
|    | Italia (bandiera) | C     | Gennaro Gattuso      |

| N. |                   | Ruolo | Calciatore              |
| -- | ----------------- | ----- | ----------------------- |
| 10 | Italia (bandiera) | C     | Federico Giunti         |
| 7  | Italia (bandiera) | C     | Roberto Goretti         |
| 24 | Italia (bandiera) | C     | Egidio Notaristefano    |
| 14 | Italia (bandiera) | C     | Rocco Pagano            |
| 3  | Italia (bandiera) | C     | Pasquale Domenico Rocco |
| 22 | Italia (bandiera) | C     | Daniele Russo           |
| 29 | Italia (bandiera) | C     | Pasquale Suppa          |
| 17 | Italia (bandiera) | C     | Renzo Tasso             |
| 2  | Italia (bandiera) | C     | Salvatore Tedesco (I)   |
| 11 | Italia (bandiera) | A     | Paolo Baldieri          |
| 30 | Italia (bandiera) | A     | Alberto Briaschi (II)   |
| 20 | Italia (bandiera) | A     | Giovanni Cornacchini    |
| 9  | Italia (bandiera) | A     | Adriano Meacci          |
| 18 | Italia (bandiera) | A     | Marco Negri             |

## Risultati

### Serie B

#### Girone di andata
| Arbitro: | Bazzoli (Merano) |

|              |           |             |
| Baldieri 27’ | Marcatori | 48’ Di Bari |

| Arbitro: | Racalbuto (Gallarate) |

|                        |           |  |
| C. Lombardo 57’ (aut.) | Marcatori |  |

| Reggio Emilia 10 settembre 1995 3ª giornata | Reggiana            | 0 – 0 | Perugia | Stadio Giglio\| Arbitro: \| Ceccarini (Livorno) \| |
| Arbitro:                                    | Ceccarini (Livorno) |       |         |                                                    |

| Arbitro: | Boggi (Salerno) |

|                 |           |                              |
| Giunti 32’, 40’ | Marcatori | 8’ van 't Schip 52’ Montella |

| Arbitro: | De Santis (Tivoli) |

|                            |           |  |
| G. Bizzarri 56’ Hübner 81’ | Marcatori |  |

| Arbitro: | Borriello (Mantova) |

|                        |           |  |
| Cornacchini 21’ (rig.) | Marcatori |  |

| Perugia 8 ottobre 1995 7ª giornata | Perugia              | 0 – 0 | Palermo | Stadio Renato Curi\| Arbitro: \| Farina (Novi Ligure) \| |
| Arbitro:                           | Farina (Novi Ligure) |       |         |                                                          |

| Arbitro: | Ercolino (Cassino) |

|                                                         |           |  |
| Lucidi 26’ Artistico 54’ Cavaliere 75’ Lemme 90’ (rig.) | Marcatori |  |

| Arbitro: | Serena (Bassano del Grappa) |

|                                                |           |  |
| Negri 22’, 63’ Giunti 65’ Rocco 67’ Meacci 90’ | Marcatori |  |

| Arbitro: | Bonfrisco (Monza) |

|              |           |  |
| Aglietti 89’ | Marcatori |  |

| Arbitro: | Rodomonti (Teramo) |

|                           |           |                        |
| Lucarelli 5’ De Paola 87’ | Marcatori | 23’ Pagano 70’ Goretti |

| Perugia 12 novembre 1995 12ª giornata | Perugia                      | 0 – 0 | Chievo | Stadio Renato Curi\| Arbitro: \| De Prisco (Nocera Inferiore) \| |
| Arbitro:                              | De Prisco (Nocera Inferiore) |       |        |                                                                  |

| Arbitro: | Cesari (Genova) |

|  |           |                                             |
|  | Marcatori | 2’ A. Briaschi 73’ Negri 79’ (rig.) Allegri |

| Arbitro: | Franceschini (Bari) |

|                            |           |                  |
| A. Briaschi 16’ Giunti 81’ | Marcatori | 18’ A. Carnevale |

| Arbitro: | Serena (Bassano del Grappa) |

|            |           |             |
| Cudini 68’ | Marcatori | 75’ Allegri |

| Arbitro: | Trentalange (Torino) |

|                     |           |           |
| Atzori 5’ Negri 90’ | Marcatori | 14’ Tosto |

| Arbitro: | Gronda (Genova) |

|                         |           |                 |
| Provitali 12’, 45’, 60’ | Marcatori | 33’ A. Briaschi |

| Arbitro: | De Prisco (Nocera Inferiore) |

|                             |           |          |
| Meacci 56’, 60’ Allegri 66’ | Marcatori | 83’ Neri |

| Verona 14 gennaio 1996 19ª giornata | Verona                        | 0 – 0 | Perugia | Stadio Marcantonio Bentegodi\| Arbitro: \| Quartuccio (Torre Annunziata) \| |
| Arbitro:                            | Quartuccio (Torre Annunziata) |       |         |                                                                             |

#### Girone di ritorno
| Arbitro: | Tombolini (Ancona) |

|              |           |  |
| Mandelli 48’ | Marcatori |  |

| Arbitro: | Cesari (Genova) |

|                       |           |             |
| Allegri 75’ Negri 88’ | Marcatori | 12’ Scapolo |

| Arbitro: | Boggi (Salerno) |

|                           |           |                |
| Negri 20’ A. Briaschi 35’ | Marcatori | 77’ Pietranera |

| Arbitro: | Serena (Bassano del Grappa) |

|  |           |           |
|  | Marcatori | 76’ Negri |

| Arbitro: | Pellegrino (Barcellona Pozzo di Gotto) |

|                       |           |                 |
| Allegri 24’ Negri 80’ | Marcatori | 16’, 87’ Hübner |

| Arbitro: | Bazzoli (Merano) |

|                       |           |           |
| Lorenzo 34’ Nardi 85’ | Marcatori | 75’ Negri |

| Arbitro: | Collina (Viareggio) |

|  |           |             |
|  | Marcatori | 71’ Goretti |

| Arbitro: | Rodomonti (Teramo) |

|           |           |            |
| Suppa 46’ | Marcatori | 68’ Lucidi |

| Arbitro: | Quartuccio (Torre Annunziata) |

|                              |           |                    |
| Rastelli 35’ Paci 45’ (rig.) | Marcatori | 65’ (rig.) Allegri |

| Arbitro: | Bonfrisco (Monza) |

|                |           |              |
| Negri 16’, 78’ | Marcatori | 70’ Visentin |

| Arbitro: | Branzoni (Pavia) |

|                      |           |               |
| Negri 8’ Allegri 24’ | Marcatori | 51’ Cristante |

| Arbitro: | Farina (Novi Ligure) |

|                         |           |                                            |
| Melis 52’ Cossato I 73’ | Marcatori | 22’ Dicara 45’ Goretti 53’ Negri 18’ Suppa |

| Arbitro: | Cardona (Milano) |

|              |           |  |
| Camplone 36’ | Marcatori |  |

| Arbitro: | Pairetto (Nichelino) |

|                                |           |                      |
| Palladini 46’ F. Giampaolo 90’ | Marcatori | 18’ Giunti 85’ Negri |

| Arbitro: | Collina (Viareggio) |

|                        |           |                        |
| Grassadonia 52’ (aut.) | Marcatori | 6’ Ferrante 73’ Pisano |

| Arbitro: | Braschi (Prato) |

|           |           |            |
| Luiso 60’ | Marcatori | 44’ Giunti |

| Arbitro: | Stafoggia (Pesaro) |

|                    |           |  |
| Allegri 90’ (rig.) | Marcatori |  |

| Arbitro: | Ceccarini (Livorno) |

|                |           |           |
| Neri 6’ (rig.) | Marcatori | 44’ Suppa |

| Arbitro: | Nicchi (Arezzo) |

|                                |           |                         |
| Negri 42’, 85’ M. Beghetto 44’ | Marcatori | 31’ Manetti 80’ Tommasi |

### Coppa Italia
| Arbitro: | Borriello (Mantova) |

|  |           |            |
|  | Marcatori | 64’ Giunti |

| Arbitro: | Treossi (Forlì) |

|  |           |                |
|  | Marcatori | 55’ R. Mancini |

### Coppa Anglo-Italiana

#### Fase eliminatoria a gironi
| Luton 5 settembre 1995 1ª giornata | Luton Town | 1 – 4 | Perugia | Kenilworth Road |

| Perugia 11 ottobre 1995 2ª giornata | Perugia | 0 – 1 | Birmingham City | Stadio Renato Curi |

| Oldham 8 novembre 1995 3ª giornata | Oldham Athletic | 2 – 0 | Perugia | Boundary Park |

| Perugia 13 dicembre 1995 4ª giornata | Perugia | 3 – 5 | Port Vale | Stadio Renato Curi |

## Statistiche

### Statistiche di squadra
| Competizione         | Punti | In casa | In casa | In casa | In casa | In casa | In casa | In trasferta | In trasferta | In trasferta | In trasferta | In trasferta | In trasferta | Totale | Totale | Totale | Totale | Totale | Totale | DR  |
| Competizione         | Punti | G       | V       | N       | P       | Gf      | Gs      | G            | V            | N            | P            | Gf           | Gs           | G      | V      | N      | P      | Gf     | Gs     | DR  |
| -------------------- | ----- | ------- | ------- | ------- | ------- | ------- | ------- | ------------ | ------------ | ------------ | ------------ | ------------ | ------------ | ------ | ------ | ------ | ------ | ------ | ------ | --- |
| Serie B              | 61    | 19      | 12      | 6       | 1       | 33      | 17      | 19           | 4            | 7            | 8            | 19           | 25           | 38     | 16     | 13     | 9      | 52     | 42     | +10 |
| Coppa Italia         | -     | 1       | 0       | 0       | 1       | 0       | 1       | 1            | 1            | 0            | 0            | 1            | 0            | 2      | 1      | 0      | 1      | 1      | 1      | 0   |
| Coppa Anglo-Italiana | -     | 4       | 1       | 0       | 3       | 7       | 9       | 2            | 0            | 0            | 2            | 3            | 6            | 2      | 1      | 0      | 1      | 4      | 3      | +1  |
| Totale               | -     | 24      | 13      | 6       | 5       | 40      | 27      | 22           | 5            | 7            | 10           | 23           | 31           | 42     | 18     | 13     | 11     | 57     | 46     | +11 |

### Statistiche dei giocatori[7]
| Giocatore        | Serie B  | Serie B | Coppa Italia | Coppa Italia | Coppa Anglo-Italiana | Coppa Anglo-Italiana | Totale   | Totale |
| Giocatore        | Presenze | Reti    | Presenze     | Reti         | Presenze             | Reti                 | Presenze | Reti   |
| ---------------- | -------- | ------- | ------------ | ------------ | -------------------- | -------------------- | -------- | ------ |
| M. Allegri       | 26       | 7       | -            | -            | -                    | -                    | 26       | 7      |
| G. Atzori        | 27       | 1       | -            | -            | -                    | -                    | 27       | 1      |
| D. Baiocco       | 4        | 0       | 1            | 0            | -                    | -                    | 5        | 0      |
| P. Baldieri      | 6        | 1       | 2            | 0            | -                    | -                    | 8        | 1      |
| M. Beghetto      | 32       | 1       | 2            | 0            | -                    | -                    | 34       | 1      |
| S. Braglia       | 37       | -42     | 2            | -1           | -                    | -                    | 39       | -43    |
| A. Briaschi (II) | 23       | 4       | -            | -            | -                    | -                    | 23       | 4      |
| A. Camplone      | 32       | 1       | -            | -            | -                    | -                    | 32       | 1      |
| G. Cornacchini   | 9        | 1       | 2            | 0            | -                    | -                    | 11       | 1      |
| A. Cottini       | 19       | 0       | 2            | 0            | -                    | -                    | 21       | 0      |
| G. Dicara        | 28       | 1       | 2            | 0            | -                    | -                    | 30       | 1      |
| L. Evangelisti   | 11       | 0       | 2            | 0            | -                    | -                    | 13       | 0      |
| P. Fabbri        | 1        | 0       | -            | -            | -                    | -                    | 1        | 0      |
| G. Gattuso       | 2        | 0       | -            | -            | -                    | -                    | 2        | 0      |
| F. Giunti        | 35       | 5       | 2            | 1            | -                    | -                    | 37       | 6      |
| R. Goretti       | 32       | 2       | 2            | 0            | -                    | -                    | 34       | 2      |
| P. Grossi        | 1        | 0       | -            | -            | -                    | -                    | 1        | 0      |
| C. Lombardo      | 30       | 0       | 2            | 0            | -                    | -                    | 32       | 0      |
| M. Materazzi     | 1        | 0       | -            | -            | -                    | -                    | 1        | 0      |
| A. Meacci        | 15       | 3       | 1            | 0            | -                    | -                    | 16       | 3      |
| M. Negri         | 33       | 18      | 1            | 0            | -                    | -                    | 34       | 18     |
| E. Notaristefano | 3        | 0       | -            | -            | -                    | -                    | 3        | 0      |
| R. Pagano        | 28       | 1       | 1            | 0            | -                    | -                    | 29       | 1      |
| P.D. Rocco       | 33       | 1       | 2            | 0            | -                    | -                    | 35       | 1      |
| D. Russo         | 17       | 0       | -            | -            | -                    | -                    | 17       | 0      |
| P. Suppa         | 23       | 3       | -            | -            | -                    | -                    | 23       | 3      |
| R. Tasso         | 3        | 0       | 1            | 0            | -                    | -                    | 4        | 0      |
| S. Tedesco (I)   | 5        | 0       | 1            | 0            | -                    | -                    | 6        | 0      |